# 那霸機場自動車道
那霸機場自動車道（日语：／ Naha kūkō jidōshadō */?），同時也是國道506號（日语：／ Kokudō 506 gō */?），是日本沖繩縣那霸市至中頭郡之高規格幹線道路，為構成沖繩本島高速交通體系和那霸都市圈的骨幹道路之一，將那霸機場連接至沖繩島各處，全長約20公里，被視為進出沖繩縣的玄關口。簡稱那霸機場道（日语：／ Naha-Kūkōdō */?）、機場道（日语：／ Kūkōdō */?）。
本道路由西日本高速公路株式會社（NEXCO）負責運行和維修保養事宜。

## 概要
那霸機場自動車道一共分為三段：
- 小祿道路：那霸空港IC－豐見城・名嘉地IC，目前仍在計劃中。
- 豐見城東道路：豐見城・名嘉地IC－南風原南IC，免費路段。
- 南風原道路：南風原南IC－西原JCT，2009年3月28日起免費開放。

### 作為國道506號
根據「一般國道之路線指定政令」與「一般國道之指定區間指定政令」，國道506號的概要如下（政令記載為市町村名）：
- 起點 : 那霸機場
- 終點 : 沖繩縣中頭郡西原町（字池田田味名474番3（西原JCT））
- 重要經過地 : 沖繩縣島尻郡豐見城村、同郡南風原町
- 指定區間 : 那霸市字鏡水水溜屋原1011番1 - 沖繩縣中頭郡西原町字池田我喜又408番1

## 歷史

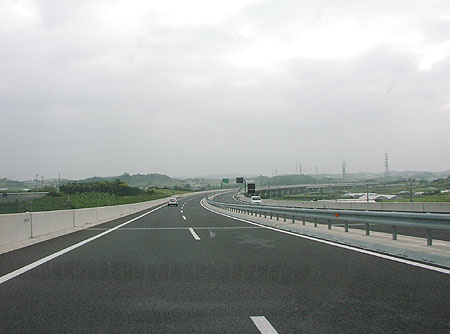
那霸機場自動車道（高架橋上）

- 1987年6月30日：開始設置本高規格幹線道路的構思。
- 1989年8月8日：南風原道路、豐見城東道路基本計劃完成。
- 1989年12月25日：收費道路「那霸機場自動車道（南風原道路）」開始建造[3]。
- 1990年7月17日：南風原道路、豐見城東道路都市計劃完成。
- 1990年：開始為南風原道路徵地。
- 1992年：開始建造南風原道路。
- 1992年4月1日：分配編號為「国道506号」[4]。
- 1993年：開始為豐見城東道路徵地。
- 1996年：開始建造豐見城東道路。
- 2000年6月23日：西原JCT－南風原南IC路段被編入一般国道506号，預定作為自動車専用道路運行[5]。
- 2000年6月27日：收費道路「那霸機場自動車道（南風原道路）」西原JCT－南風原南IC路段工程完成[6]。
- 2000年6月28日：收費道路「那霸機場自動車道（南風原道路）」西原JCT－南風原南IC路段開通，道路收費落實將維持40年至2040年6月27日[7]。
- 2003年4月25日：南風原道路的豐見城IC－南風原南IC路段工程完成[8]。
- 2003年4月26日：豐見城IC - 南風原南IC路段被編入一般国道506号，預定作為自動車専用道路運行[9]、收費道路「那覇空港自動車道（南風原道路）」豐見城IC－南風原南IC路段開通[10]。
- 2005年7月15日：日本道路公團考慮延長南風原道路的收費時間至2050年，以彌補844億日圓的道路建造費用當中未能獲得公共事業費補貼的29億日圓[11]。
- 2006年3月31日：落實收費道路「那霸機場自動車道（南風原道路）」道路收費將維持至2009年8月19日[12]。
- 2008年3月14日：豐見城・名嘉地JCT－南風原南IC路段被編入一般国道506号，預定作為自動車専用道路運行[13]。
- 2008年3月22日：豐見城・名嘉地JCT－南風原南IC路段開通[14]。
- 2009年3月28日：近6公里長[15]的南風原道路路段開始免費開放[16]。
- 2014年3月30日：由於需要處理一枚位於南風原町的未爆美軍砲彈，南風原南IC為安全起見需要關閉兩小時[17]。
- 2014年3月31日：豐見城IC－南風原南IC路段從雙線行駛更改為四線行駛[18]。

## 通過市町村
- 沖繩縣
  - 豐見城市 - 島尻郡八重瀨町 - 島尻郡南風原町 - 中頭郡西原町

## 交流道
- 全線位於沖繩縣內。

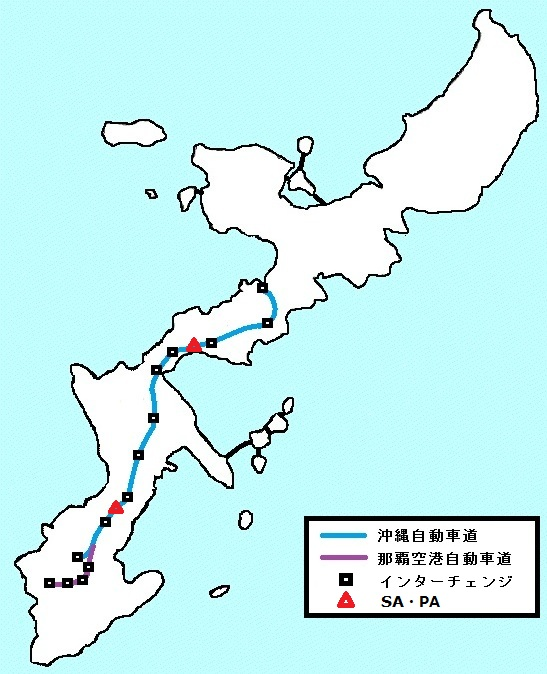
紫色部分為那霸機場自動車道，位於沖繩本島南部，連接著貫通島嶼中南部的沖繩自動車道

- 交流道（IC）編號欄的背景色為■顯示該部分道路已經啟用，設施名稱欄的背景色為■顯示該部分設施尚未啟用或已廢除，未通車路段名稱皆為臨時名稱。
- IC為交流道的簡寫，SIC為智能交流道的簡寫，JCT為系統交流道的簡寫，SA為服務區的簡寫，PA為停車區（日语：パーキングエリア）的簡寫。

| 1-1 | 西原JCT         |  |  | E58 沖繩自動車道                                | 0.0  | 只限與許田方向接續         | 中頭郡 西原町   |
| -   | 西原TB          |  |  | -                                               | 0.0  | 公路收費站                 | 中頭郡 西原町   |
| A1  | 南風原北IC      |  |  | 國道329號                                       | 1.7  |                            | 島尻郡 南風原町 |
| -   | 南風原JCT       |  |  | 南部東道路（興建中）                            | -    | 預定2020年代後半開通       | 島尻郡 南風原町 |
| A2  | 南風原南IC      |  |  | 沖繩縣道82號那霸糸滿線/國道507號                | 5.9  |                            | 島尻郡 南風原町 |
| A3  | 豐見城IC        |  |  | 沖繩縣道7號奧武山米須線                         | 9.4  |                            | 豐見城市        |
| -   | 豐見城隧道      |  |  | -                                               |      | 全長1,424公尺              | 豐見城市        |
| A4  | 豐見城·名嘉地IC |  |  | 沖繩縣道256號豐見城糸滿線 國道331號（小祿繞道） | 12.1 |                            | 豐見城市        |
| -   | 瀨長IC          |  |  | 國道331號（豐見城道路）                         | -    | 預定2021年4月起計5年後開通 | 豐見城市        |
| -   | 那霸機場IC      |  |  | 國道332號 沖繩西海岸道路（那霸西道路）          | -    | 預定2021年4月起計5年後開通 | 那霸市          |

## 交通量
各段道路平均每天24小時的交通量（雙向計算）：
| 路段                       | 2005年 | 2010年 |
| -------------------------- | ------ | ------ |
| 西原JCT－南風原北IC        | 17,539 | 44,513 |
| 南風原北IC－南風原南IC     | 17,465 | 42,861 |
| 南風原南IC－豐見城IC       | 15,321 | 35,969 |
| 豐見城IC－豐見城・名嘉地IC | 15,321 | 22,441 |

## 外部連結
- 沖縄総合事務局南部国道事務所 （页面存档备份，存于）
- 独立行政法人 日本高速道路保有、債務返濟機構 （页面存档备份，存于）
- NEXCO西日本 （页面存档备份，存于）
- 沖繩觀光頻道：道路介紹
- 高速道路資料室：那覇空港自動車道 （页面存档备份，存于）
- 那霸機場自動車道收費表 （页面存档备份，存于）

1. ↑  相關機關協議等順利的情況下